# Michigan City (Dakota del Nord)
Michigan City è un centro abitato (city) degli Stati Uniti d'America, situato nella Contea di Nelson nello Stato del Dakota del Nord. Nel censimento del 2000 la popolazione era di 345 abitanti. La città è stata fondata nel 1883. Spesso viene indicata con il nome Michigan.

## Geografia fisica
Secondo i rilevamenti dell'United States Census Bureau, la località di Michigan City si estende su una superficie di 1,40 km², tutti occupati da terre.

## Popolazione
Secondo il censimento del 2000, a Michigan City vivevano 345 persone, ed erano presenti 94 gruppi familiari. La densità di popolazione era di 250 ab./km². Nel territorio comunale si trovavano 176 unità edificate. Per quanto riguarda la composizione etnica degli abitanti, il 99,13% era bianco, lo 0,29% era afroamericano, lo 0,29% proveniva dall'Asia e lo 0,29% apparteneva a due o più razze.
Per quanto riguarda la suddivisione della popolazione in fasce d'età, il 23,5% era al di sotto dei 18, il 6,1% fra i 18 e i 24, il 24,9% fra i 25 e i 44, il 23,8% fra i 45 e i 64, mentre infine il 21,7% era al di sopra dei 65 anni di età. L'età media della popolazione era di 42 anni. Per ogni 100 donne residenti vivevano 100,6 maschi.